# 镇江市医院
镇江市医院，是中国江苏省的一所医院，为二级甲等医院，位于镇江市医政路3号。

## 规模
镇江市医院总床位530张，日门诊量960人次。